# Joseba Garmendia
Pour les articles homonymes, voir Garmendia.
Joseba Garmendia est un joueur de football espagnol, né le 4 octobre 1985 à Basauri. Il mesure 1,82 m pour 72 kg. Son poste de prédilection est milieu de terrain.

## Palmarès
Vierge